# Рудник Гвалія
Рудник Гвалія — потужний гірничодобувний майданчик на заході Австралії.
Золотий рудник Гвалія почав діяльність ще наприкінці XIX століття (першу гірничу ліцензію на родовище видали у 1896 році) та належав компанії Sons of Gwalia, заснованій емігрантами з Уельса (що й пояснює обрану назву). У 1921-му роботи на руднику перервала велика пожежа, втім, за два роки його діяльність вдалось відновити. У підсумку перший етап розробки тривав більш ніж пів століття та завершився в 1963 році на тлі падіння цін на золото, коли накопичений видобуток досягнув 7,25 млн тонн руди та 77,8 тонни золота. Протягом цього етапу роботи вели підземним способом з використанням шахти, причому в 1948-му завдяки спорудженню «сліпого» стовбура глибиною 161 метр загальна глибина рудника досягнула 1152 метри.
У 1981-му сформували нову компанію Sons of Gwalia Ltd, яка в 1984-му змогла відновити розробку. До 1999-го роботи провадили відкритим способом зі створенням кар'єра, що в підсумку досягнув глибини у 285 метрів. Втім, вичерпання запасів у контурах кар'єра не означало припинення робіт, а лише знаменувало перехід на підземний метод розробки.
У 2004-му через невдалі управлінські рішення Sons of Gwalia збанкрутувала, причому ще в 2002-му довелось призупинити видобуток на руднику Гвалія. На цей момент глибина підземних виробіток досягнула 375 метрів, а накопичений видобуток з початку експлуатації у 1980-х роках становив близько 40 тонн золота.
У 2005-му новим власником стала компанія St Barbara Limited, що відновила видобуток в 2008/2009 фінансовому році з показника у 2,6 тонни золота. Надалі видобуток зростав, у 2011/2012 році становив 5,7 тонни, а в 2017/2018 фінансовому році досягнув 8,3 тонни. Також відомо, що станом на 2013 рік накопичений з кінця XIX століття видобуток досягнув 142 тонни золота.
На відміну від старого рудника, що використовував шахтні стовбури, сучасний підземний рудник спирається на транспортний ухил «Гувер» (названий на честь президента США Герберта Гувера, який в 1897 році як гірничий інженер досліджував новостворений рудник Гвалія та переконав інвесторів придбати його і вкластись у повномасштабну розробку). Станом на 2013 рік ухил мав довжину 10 кілометрів та спускався на глибину в 1,5 кілометра, при цьому за рік з копальні щорічно вилучали близько 1 млн тонн руди та супутньої породи. Станом на 2019 рік ухил досягнув глибини у 1660 метрів при довжині 12 кілометрів (і планувалось до 2031-го дійти до глибини в 2300 метрів). Також відомо про існування вентиляційного стовбура глибиною 800 метрів з діаметром 5,5 метра. Копальня має власну фабрику з вилучення золота, що здатна приймати 3 млн тонн руди на рік.
У 2023-му новим власником стала компанія Genesis Minerals Limited, при цьому накопичений видобуток за всю історію копальні вже становив близько 180 тонн золота. З 2024-го на фабрику з вилучення золота рудника Гвалія почала також надходити руда з належних Genesis рудників Улісс та Адмірал.
Енергетичні потреби копальні забезпечує власна електростанція, що споживає природний газ, поданий по відгалуженню від трубопроводу Ярралула-Есперанс — Муррін-Муррін.